# LEC Refrigeration Racing
LEC Refrigeration Racing var ett brittiskt formel 1-stall under 1970-talet. Bakom stallet stod kylföretaget Lec Refrigeration, som ägdes av racerföraren David Purleys familj.

## Historik
LEC tävlade i en March 1973 och i en LEC 1977. Den senare var designad av BRM-konstruktören Mike Pilbeam. Stallets bästa placering var en niondeplats i Italien 1973.
Purley kraschade sin bil och skadade sig själv svårt efter att gasspjället hade fastnat under kvalificeringen till Storbritanniens Grand Prix 1977. Detta blev början till slutet för stallet. Purley återkom till racingen men något ytterligare F1-lopp blev det aldrig för hans del. Purley omkom i en flygolycka 1985.

## F1-säsonger
| Säsong | Tävlingsnamn             | Bil       | Motor                    | Däck | Poäng | VM-plac. | Förare 1     | Förare 2 |
| ------ | ------------------------ | --------- | ------------------------ | ---- | ----- | -------- | ------------ | -------- |
| 1973   | LEC Refrigeration Racing | March 731 | Ford Cosworth DFV 3.0 V8 | G    | 0     | (5:a)    | David Purley | -        |
| 1977   | LEC Refrigeration Racing | LEC CRP1  | Ford Cosworth DFV 3.0 V8 | G    | 0     | 13:e     | David Purley | -        |